# فينيسيوس (لاعب كرة قدم مواليد 1986)
فينيسيوس هو لاعب كرة قدم برازيلي في مركز الوسط، ولد في 16 مايو 1986 في كامبو غراندي في البرازيل. لعب مع ديبورتيفو داس أيفيس وسبورتينغ براغا وموريرينسي ونادي أبويل ونادي أولهانينسي ونادي أونياو دا ماديرا وناسيونال ماديرا.

## وصلات خارجية
- فينيسيوس (لاعب كرة قدم مواليد 1986) على موقع الاتحاد الأوربي (الإنجليزية)
- فينيسيوس (لاعب كرة قدم مواليد 1986) على موقع قاعدة بيانات كرة القدم.إي يو (الإنجليزية)
- فينيسيوس (لاعب كرة قدم مواليد 1986) على موقع Soccerway.com (الإنجليزية)
- فينيسيوس (لاعب كرة قدم مواليد 1986) على موقع AS.com (الإسبانية)